# Parc des Princes
Parc des Princes je stadion v 16. okrožju Pariza, prvotno velodrom, kjer je bil končni cilj kolesarske dirke po Franciji vse od njenega začetka v letu 1903 do razgradnje kolesarske steze na velodromu leta 1967. Danes je stadion z 48.712 sedeži dom nogometnega kluba Paris Saint-Germain (PSG). Status državnega stadiona je držal vse do izgradnje Stade de France za svetovno prvenstvo v nogometu 1998. Zemljišče s stadionom si lasti mesto Pariz, samo ime »Park Princev« pa je bilo dano v 18. stoletju, ko je to ozemlje, pokrito z gozdom, uporabljala kraljeva družina za lov.

## Velodrom
Na tem mestu je bil leta 1897 prvotno zgrajen velodrom, vendar je bil zaradi slabe gradnje gledalcem ob njegovem odprtju 18. julija zavrnjen dostop do stojišč. Bati se je bilo namreč, da bi stojišče pod njihovo težo popustilo.
Glavna značilnost velodroma je bila kolesarska steza, upravljal jo je Henri Desgrange, ki je leta 1903 vzpostavil dirko po Franciji, dolga 666 metrov, ovalne oblike in skoraj brez naklona. Znotraj steze je bilo zadosti prostora, da so se na njem odvijale tudi druge športne panoge. Tako je bil velodrom kot glavni stadion v Parizu izbran tudi za Poletne olimpijske igre leta 1924. Ob njihovi otvoritvi je stadion imel 46.000 sedišč, kar je bilo še enkrat več kot pred njimi (20.000), za kar sta bila Desgrange in njegov naslednik Jacques Goddet zaradi prevelike gneče kaznovana pri mestni oblasti. Istočasno je bila kolesarska steza skrčena na 454 metrov, razširjena, povečal se ji je tudi naklon.
Parc des Princes je gostil tudi finale svetovnega pokala v ragbiju leta 1954, ko je Velika Britanija premagala francosko ragbi moštvo z rezultatom 16-12.
Poslednji kolesar, ki je zmagal na stezi, je bil Raymond Poulidor, ob zadnji etapi dirke po Franciji leta 1967. Roger Pingeon, skupni zmagovalec tega Toura, je prejel rumeno majico na stadionu, na katerem se je že začela njegova razgradnja. Kolesarska steza je bila razgrajena, da je lahko naredila prostor za cestni periferni obroč okoli Pariza, ki se je gradil.

## Nogometni stadion
Novi stadion Parc des Princes, odprt junija 1972, je bil pravi nogometno-ragbi stadion brez steze okoli igrišča. Na njem je igral svoje domače tekme nogometni klub Racing Club de Paris v letih 1984 do 1990. Ragbi union Stade Français je tekmoval preko ceste na veliko manjšem stadionu Stade Jean Bouin, včasih pa je uporabljal tudi Parc des Princes.
Stadion je med drugim gostil finale Evropskega prvenstva v nogometu 1984, v katerem je francoska nogometna reprezentanca z rezultatom 2-0 proti Španiji postala evropski nogometni prvak. Stadion je bil 17. novembra 1993 tudi prizorišče tekme Francija-Bolgarija, v kateri so bili Les Bleus v zadnji minuti poraženi z izidom 1-2 in se s tem niso uspeli kvalificirati na Svetovno prvenstvo v nogometu 1994 v ZDA. Na klubskem nivoju je bil Parc des Princes prizorišče nekaterih nepozabnih zmag Paris Saint-Germaina, zlasti v četrtfinalu pokala UEFA 1993, ko je PSG-ju v zadnjih trenutkih tekme uspelo doseči odločilni gol in zmagati s 4-1 proti Real Madridu.
Po izgradnji Stade de France v letu 1998 so se Les Bleus vrnili na Parc des Princes le enkrat, ko so bili 12. septembra 2007 na kvalifikacijski tekmi za Evropsko prvenstvo v nogometu 2008 poraženi proti Škotom z rezultatom 0-1.